# 柳博希尼
51°28′50″N 24°12′51″E / 51.48056°N 24.21417°E
柳博希尼（烏克蘭語：Любохини）是位於烏克蘭西部沃倫州裏科韋利區的村莊，始建於1796年，面積7.04平方公里，海拔高度164米，2001年人口2,036，人口密度每平方公里1,950.19人。